# Corroy (Marne)
Corroy település Franciaországban, Marne megyében. Lakosainak száma 149 fő (2022. január 1.). Corroy Fère-Champenoise, Angluzelles-et-Courcelles, Connantre, Euvy, Faux-Fresnay, Gourgançon és Ognes községekkel határos.

## Népesség
A település népességének változása:
| Lakosok száma | 163  | 133  | 148  | 140  | 159  | 161  | 163  | 151  | 145  | 149  |
|               | 1968 | 1982 | 1990 | 2006 | 2013 | 2015 | 2017 | 2019 | 2020 | 2022 |